# Эйвери, Сьюэлл
Сьюэлл Ли Эйвери (также Эвери; англ. Sewell Lee Avery; 4 ноября 1874, Сагино, Мичиган — 31 октября 1960, Чикаго) — американский бизнесмен, президент компании «United States Gypsum Corporation» в 1905—1936 годах; в начале Великой депрессии возглавил обанкротившуюся компанию «Montgomery Ward», восстановив её рентабельность за счёт масштабных реформ. В 1936 году журнал «Fortune» назвал Эйвери «бизнесменом № 1 в Чикаго». Участник плана по созданию Музей науки и промышленности в Чикаго; политический противник президента США Франклина Рузвельта, один из основателей Американской лиги свободы (ALL).

## Работы
- Sewell Lee Avery letters, 1931—1936.